# Raumschiff Enterprise/Staffel 3
Die dritte Staffel der US-amerikanischen Fernsehserie Raumschiff Enterprise wurde in der Saison 1968/69 erstmals im US-Fernsehen ausgestrahlt, beim US-Sender NBC. Die deutschen Sender ZDF und Sat.1 strahlten sie 1972–1974 und 1988 erstmals deutschsprachig aus.

## Handlung
| Nr. (ges.) | Nr. (St.) | Deutscher Titel              | Originaltitel                                      | Erstausstrahlung USA | Deutschsprachige Erstausstrahlung (D) | Regie                                        | Drehbuch                                                                    | Produktions- nummer |
| --- | --------- | ---------------------------- | -------------------------------------------------- | -------------------- | ------------------------------------- | -------------------------------------------- | --------------------------------------------------------------------------- | ------------------- |
| 56 | 1         | Spocks Gehirn                | Spock’s Brain                                      | 20. Sep. 1968        | 4. Apr. 1988                          | Marc Daniels                                 | Lee Cronin                                                                  | 61                  |
| Im offenen Weltraum stößt die Enterprise auf ein unbekanntes kleines Raumschiff. Eine unbekannte Frau beamt sich auf die Brücke der Enterprise und macht mit einer Handbewegung die gesamte Besatzung bewusstlos. Als diese wieder zu sich kommt, finden sie Mr. Spock auf einem Operationstisch in der Krankenstation. Er ist körperlich lebendig, es fehlt jedoch sein Gehirn. Der Besatzung der Enterprise bleiben nach Dr. McCoy nur 24 Stunden, ehe Spocks Körper stirbt. Captain Kirk ist entschlossen, das entwendete Gehirn wieder mit Spocks Körper zu vereinen. Die Spur des Raumschiffs führt zu den rückständigen Planeten des Sonnensystems Sigma Draconis. Auf der Oberfläche eines Eisplaneten trifft der Landetrupp auf Mitglieder des primitiven Volkes der Morgs, das nur aus Männern besteht. McCoy beamt mit Spocks fernsteuerbarem Körper auf den Planeten. In einem Höhlensystem trifft das Außenteam auf die Gesellschaft der Eymorgs, die ausschließlich aus Frauen besteht. Sie werden von Kara gefangen, können sich aber befreien und werden über Funk von Spocks Gehirn zu dessen Aufbewahrungsort geleitet. Dieser steuert als Herrscher alle Funktionen dieser Kultur. McCoy bekommt von einer Computeranlage das Wissen, wie er Spocks Gehirn wieder einsetzen kann. Spock kann ihn dabei unterstützen und die Operation gelingt. Die Besatzung der Enterprise verspricht den Bewohnern des Planeten, sie auf ihrem Weg in eine Zukunft ohne einen Herrscher zu unterstützen. |           |                              |                                                    |                      |                                       |                                              |                                                                             |                     |
| 57 | 2         | Die unsichtbare Falle        | The Enterprise Incident                            | 27. Sep. 1968        | 12. Aug. 1972                         | John Meredyth Lucas                          | D. C. Fontana                                                               | 59                  |
| Captain Kirk verhält sich seiner Besatzung gegenüber sehr aggressiv und zeigt deutliche Symptome nervlicher Überbelastung. Er führt die Enterprise durch die Neutrale Zone in das Gebiet der Romulaner. Sofort erscheinen drei romulanische Schiffe und umzingeln die Enterprise. Kirk und Spock werden auf das romulanische Flaggschiff gebeamt, wo sie von der Flottenkommandantin (Joanne Linville) empfangen werden. Dort müssen sich die beiden gegen Spionagevorwürfe verteidigen. Die Romulaner verfügen über eine neue Tarnvorrichtung für Raumschiffe. Als Spock der Kommandantin den Grund für das Eindringen der Enterprise nennt, verliert Kirk vollends die Beherrschung und droht, Spock zu töten. Das weckt in der feindlichen Kommandantin große Sympathien für Spock, die ihn zum Überlaufen zu den Romulanern bewegen will. Kirk wird verletzt. McCoy wird an Bord des romulanischen Flaggschiffes gebeamt und diagnostiziert bei Kirk Dienstunfähigkeit. Kirk wird von Spock scheinbar getötet und an Bord der Enterprise gebracht. Dort stellt sich heraus, dass die Föderation über das Vorgehen von Kirk und Spock informiert war. Kirk stiehlt als Romulaner getarnt die Tarnvorrichtung auf dem romulanischen Flaggschiff. Spock wird mit der romulanischen Kommandantin auf die Enterprise gebeamt. Scotty installiert dort die Tarnvorrichtung. Mit deren Hilfe gelingt der Enterprise die Flucht. |           |                              |                                                    |                      |                                       |                                              |                                                                             |                     |
| 58 | 3         | Der Obelisk                  | The Paradise Syndrome                              | 4. Okt. 1968         | 18. Nov. 1972                         | Jud Taylor                                   | Margaret Armen                                                              | 58                  |
| Die Enterprise entdeckt, dass der Planet Amerind durch einen Asteroiden zerstört werden wird. Dort finden Captain Kirk, Mr. Spock und Dr. McCoy einen Obelisken mit fremden Schriftzeichen. Kirk kontaktiert die Enterprise und fällt daraufhin durch eine sich öffnende Falltür in das Bauwerk. Durch einen aktivierten Abwehrmechanismus verliert er sein Gedächtnis. Die Enterprise verlässt den Planeten, um den Asteroiden rechtzeitig abzufangen. Kirk gelingt es, den Obelisken zu verlassen und trifft auf Miramanee und ihre Magd, die Kirk zu ihrem Stamm bringen. Die Menschen dort leben und kleiden sich wie die Ureinwohner Nordamerikas und sehen in Kirk ihren göttlichen Retter. Häuptling Goro macht ihn zu dem neuen Medizinmann. Währenddessen muss Spock eine Geschwindigkeit anordnen, die zu einem Ausfall der Sol-Triebwerke führt. Durch deren fehlende Energie scheitert der Versuch, den Asteroiden abzulenken oder ihn mithilfe der Phaser zu zerkleinern. Die Enterprise kann nur noch mit Impulsenergie zum Planeten zurückfliegen. Kirk erfährt, dass die Indianer von den Erbauern des Obelisken auf den Planeten gebracht wurden. Er heiratet Miramanee. Der vorherige Medizinmann Salish versucht erfolglos, dies zu verhindern. Bei einem Gewitter soll Kirk die Indianer retten. Er begibt sich zum Obelisken, kann dort aber nichts erreichen. Er und Miramanee werden von den wütenden Indianern gesteinigt. Spock kann Kirk mit einer Gedankenverschmelzung sein Gedächtnis wiedergeben. Sie entdecken, wie der Obelisk geöffnet werden kann. Im Obelisk aktiviert Spock einen Energiestrahl, der den Asteroiden ablenkt. Miramanee hat zu starke innere Verletzungen und stirbt in Kirks Armen. |           |                              |                                                    |                      |                                       |                                              |                                                                             |                     |
| 59 | 4         | Kurs auf Marcus 12           | And the Children Shall Lead                        | 11. Okt. 1968        | 23. Feb. 1974                         | Marvin J. Chomsky                            | Edward J. Lakso                                                             | 60                  |
| Die Enterprise empfängt den Hilferuf einer Wissenschaftskolonie. Der Landetrupp stellt auf dem Planeten Triacus fest, dass alle Wissenschaftler kollektiv Selbstmord begangen haben. Kurz darauf erscheinen die Kinder der Toten und zeigen sich zum Erstaunen des Landetrupps völlig sorglos und vergnügt. McCoy hält dies für traumatisches Verhalten. Auf der Enterprise ergeben Untersuchungen, dass die Kinder völlig gesund sind. Auf ihrem Zimmer beschwören sie jedoch das Wesen Gorgan, das ihnen befiehlt, die Enterprise zum Planeten Markus 12 umzuleiten. Die Kinder beginnen daraufhin die Besatzung des Schiffs mit übersinnlichen Kräften zu kontrollieren. So erreichen sie, dass Brücken- und Maschinenraumpersonal einen Kurs nach Markus 12 setzen, wohin Gorgan reisen möchte, um den Planeten zu übernehmen. Nur Kirk und Spock lassen sich von den Kindern nicht beeinflussen. Sie lassen mit einer Aufzeichnung der Beschwörung der Kinder Gorgan erscheinen. Kirk gelingt es, die Kinder mit Videos ihrer lebenden Eltern und anschließend mit Fotos von deren Leichen zu schockieren. Gorgans Macht gründete sich auf das Vertrauen der Kinder, die er unter seine Kontrolle brachte, weil sie sich auf dem Planeten vernachlässigt fühlten. Durch Kirks Aktion fürchten sie ihn nun, und damit verliert er seine Macht. Der Bann ist gebrochen. Die Kinder sind nun zum ersten Mal vom Tod ihrer Eltern betroffen und weinen um sie. Die Enterprise setzt Kurs auf Sternenbasis 4, um die Kinder unterzubringen. |           |                              |                                                    |                      |                                       |                                              |                                                                             |                     |
| 60 | 5         | Die fremde Materie           | Is There in Truth No Beauty?                       | 18. Okt. 1968        | 30. Sep. 1972                         | Ralph Senensky                               | Jean Lisette Aroeste                                                        | 62                  |
| Die Enterprise erhält den Auftrag, den Botschafter Kollos des hochintelligenten Volkes der Medusen auf seinen Planeten zurückzubringen. Die Medusen sind Energiewesen und senden so viel Strahlung aus, dass normale Menschen in den Wahnsinn getrieben werden, wenn sie sie ungeschützt anschauen. Wie alle Medusen ist Kollos ein hervorragender Navigator und telepathisch begabt. Begleitet wird er von der Telepathin Dr. Miranda Jones und dem Ingenieur Larry Marvick. Dr. Jones macht auf die Männer der Besatzung großen Eindruck, sogar auf Spock. Es stellt sich jedoch heraus, dass Marvick eine Beziehung mit ihr hatte und überzeugt ist, sie an den Botschafter der Medusen verloren zu haben. Marvick will den Botschafter töten. Durch den Anblick von Kollos wird Marvick verrückt und lenkt das Raumschiff in eine unbekannte Region außerhalb der bekannten Galaxis. Nur durch eine Gedankenverschmelzung mit Kollos kann Spock die Enterprise wieder zurück an den Ausgangspunkt navigieren. Bei dem Kontakt trägt Spock durch den Einfluss von Dr. Jones, die eifersüchtig auf den Vulkanier ist, keine Schutzbrille, da nicht sie die Person ist, der eine Gedankenverschmelzung mit Kollos gestattet wird. Captain Kirk macht ihr das klar und sie heilt Spock mit einer Gedankenverschmelzung. Anschließend gelingt Dr. Jones eine tiefgreifende Verbindung mit Kollos und sie verlässt mit ihm die Enterprise, um auf dessen Heimatplaneten ihre Arbeit als seine Assistentin aufzunehmen. |           |                              |                                                    |                      |                                       |                                              |                                                                             |                     |
| 61 | 6         | Wild West im Weltraum        | Spectre of the Gun                                 | 25. Okt. 1968        | 28. März 1988                         | Vincent McEveety                             | Lee Cronin                                                                  | 56                  |
| Die Enterprise trifft auf eine Sonde, die über Telepathie eine eindeutige Warnung an die gesamte Besatzung ausspricht, den Planeten Melkot zu betreten. Trotz der Warnung wird der Kurs beibehalten und Captain Kirk beamt mit einem Landetrupp auf den Planeten. Dort treffen sie auf einen Melkotianer, der das Team für die verbotene Landung auf dem Planeten mit dem Tod bestrafen will. Einen Moment später finden sie sich im Jahr 1881 in Tombstone, Arizona wieder. In diesem Jahr kämpften die Clanton-Bande und die Earp Brüder um die Vorherrschaft in der Stadt. Wie sie bald herausfinden, übernehmen sie die Rolle der Clanton-Bande, die am Ende sterben wird. Nach einem Streit um das Mädchen Sylvia mit einem der Earp-Brüder wird Chekov erschossen. Bald findet Spock heraus, dass Billy, dessen Rolle Chekov eingenommen hatte, 1881 als einziger den Kampf am O. K. Corral überlebte und somit der Lauf der realen Geschichte nicht eingehalten wird. Sie produzieren ein Gift, das die feindliche Bande beim entscheidenden Kampf unschädlich machen soll. Da das Gift nicht wirkt, erkennen sie, dass alles um sie herum nicht real ist. Vor der entscheidenden Schießerei nimmt Spock eine Gedankenverschmelzung vor, damit auch die anderen fest davon überzeugt sind, dass alles um sie herum irreal ist. Die feindlichen Kugeln können ihnen nicht das Geringste anhaben. Mit Selbstverteidigung setzen sie die Gegner außer Gefecht, ohne sie dabei ernsthaft zu verletzen. Dieser Verzicht auf Gewalt imponiert den Melkotianern. Sie schicken alle Mitglieder des Landetrupps wohlbehalten auf die Enterprise zurück und stimmen zu, mit der Föderation Kontakt aufzunehmen. |           |                              |                                                    |                      |                                       |                                              |                                                                             |                     |
| 62 | 7         | Das Gleichgewicht der Kräfte | Day of the Dove                                    | 1. Nov. 1968         | 18. Apr. 1988                         | Marvin J. Chomsky                            | Jerome Bixby                                                                | 66                  |
| Die Enterprise erhält einen Notruf von einer Kolonie auf dem Planeten Beta 12-A. Der Landetrupp findet jedoch nichts auf dem Planeten vor. Sie treffen auf eine Gruppe Klingonen unter Captain Kang, die ebenfalls einem Notruf gefolgt sind. Sie beschuldigen Captain Kirk und seine Mannschaft, ihr Schiff angegriffen und 400 Mann der Besatzung getötet zu haben. Jede Seite streitet die Anschuldigungen der anderen ab, und so eskaliert die Situation. Die Klingonen zwingen Captain Kirk unter Androhung von Folter, alle Beteiligten auf die Enterprise zu beamen. Plötzlich verwandeln sich zahlreiche Gegenstände in Schwerter, und auf unerklärliche Weise verfallen fast alle Beteiligten in einen Blutrausch. Während die Kämpfe zwischen Klingonen und Menschen toben, bemächtigt sich eine fremde Macht der Enterprise und steuert das Schiff auf den Rand der Galaxie zu. Nachdem Spock festgestellt hat, dass sich außer der Besatzung der Enterprise und den Klingonen noch ein unbekanntes Wesen an Bord befindet, schließt er daraus, dass dieses Wesen die Situation verursacht hat, um sich von den auftretenden Emotionen wie Hass, Angst und Schmerz zu nähren. Kirk und Spock können Mara, Kangs Gefährtin, die Situation erklären. Mara unterstützt sie dabei, einen Waffenstillstand zu erreichen. Da das geheimnisvolle Wesen sich nicht mehr von den Aggressionen ernähren kann, verlässt es die Enterprise. |           |                              |                                                    |                      |                                       |                                              |                                                                             |                     |
| 63 | 8         | Der verirrte Planet          | For the World Is Hollow and I Have Touched the Sky | 8. Nov. 1968         | 28. Okt. 1972                         | Tony Leader                                  | Rik Vollaerts                                                               | 65                  |
| Die Enterprise wehrt einen Raketenangriff im offenen All ab und verfolgt die Geschosse bis zu einem Asteroiden zurück. Eine Untersuchung ergibt, dass der Asteroid auf einem Kollisionskurs mit dem Planeten Daran V ist, der nur mit einem Antrieb möglich ist, er also ein Raumschiff sein muss. Captain Kirk beschließt, es zu erkunden. Dr. McCoy berichtet Kirk davon, dass er an der tödlichen Blutkrankheit Xenopolycytemia leidet und nur noch zwölf Monate zu leben hat. Auf der Oberfläche des Asteroiden werden Kirk, Spock und McCoy von Menschen angegriffen und ins Innere des Schiffes Yonada gebracht. Die Kultur, die dort lebt, wird von einem Orakel und dessen Hohepriesterin Natira beherrscht. Das Orakel kontrolliert die Bewohner des Asteroiden, die nicht wissen, dass sie in einem Raumschiff leben. Spock und Kirk untersuchen heimlich das Orakel und entdecken, dass es sich um einen Computer handelt, der vom alten Volk der Fabrini vor 10.000 Jahren gebaut wurde, als das Schiff vor der Zerstörung ihres Sonnensystems auf die Reise ging. Natira will McCoy heiraten. Dieser will auf dem Asteroiden bleiben. Spock kann mit Hilfe eines heiligen Handbuchs die Steuerung von Yonada reparieren und findet in den Archiven des Orakels ein Heilmittel für McCoys Krankheit. Dieser kehrt nach der erfolgreichen Kurskorrektur von der Yonada auf die Enterprise zurück und kann dort geheilt werden. Er wird Natira bald wiedersehen, wenn Yonada das Ziel erreicht hat. |           |                              |                                                    |                      |                                       |                                              |                                                                             |                     |
| 64 | 9         | Das Spinnennetz              | The Tholian Web                                    | 15. Nov. 1968        | 17. Juni 1972                         | Herb Wallerstein, Ralph Senensky (ungenannt) | Judy Burns, Chet Richards                                                   | 64                  |
| Die Enterprise findet das monatelang verschollene Raumschiff Defiant. Captain Kirk, Mr. Spock, Dr. McCoy und Chekov entdecken an Bord nur Leichen. Die Besatzung der Defiant hat sich offenbar gegenseitig umgebracht. Plötzlich beginnt sich das Schiff aufzulösen. Wegen eines Fehlers im Transportersystem kann Kirk nicht rechtzeitig zurück auf die Enterprise gebeamt werden. Kirk sitzt in einem Parallelraum fest. Auf der Enterprise bekommen immer mehr Besatzungsmitglieder Tobsuchtsanfälle. Ein Schiff der Tholianer nähert sich und beschuldigt die Enterprise, in ihren Raum eingedrungen zu sein. Die Enterprise will bis zu der nächsten Raumverdichtung warten, um Kirk wieder zurückzubeamen. Dies gelingt jedoch nicht. Nach einem Schusswechsel mit dem tholianischen Raumschiff beginnt dieses, zusammen mit einem zweiten, ein Energienetz um die Enterprise zu spinnen. Spock erklärt Kirk für tot. Zunehmend beginnen immer mehr Besatzungsmitglieder Erscheinungen von ihm zu sehen. McCoy findet ein Gegenmittel gegen die Tobsuchtsanfälle. Kurz bevor das Tholianische Netz vollendet ist, tritt eine weitere Raumverdichtung ein, durch die die Enterprise Kirk zurückbeamen und endlich fliehen kann. |           |                              |                                                    |                      |                                       |                                              |                                                                             |                     |
| 65 | 10        | Platons Stiefkinder          | Plato’s Stepchildren                               | 22. Nov. 1968        | 25. Apr. 1988                         | David Alexander                              | Meyer Dolinsky                                                              | 67                  |
| Die Enterprise erhält einen Notruf von einem unbekannten Planeten. Dort findet der Landetrupp eine elitäre Gesellschaft vor, die stark an das antike Griechenland angelehnt ist und sich auf den Philosophen Platon beruft. Die 38 Platonier haben über 2700 Jahre ihre Körper und ihre Gesellschaft Utopia annähernd perfektioniert und verfügen bis auf den kleinwüchsigen Alexander über starke psychokinetische Kräfte, die es ihnen erlauben, Geist und Materie zu kontrollieren. Ihr Anführer Parmen leidet an einer starken Infektion und braucht medizinische Hilfe von Dr. McCoy. Da es auf dem Planeten keinen Arzt gibt, wollen die Platonier ihn auf dem Planeten behalten. Die Enterprise wird im Orbit des Planeten festgehalten. Parmen quält Kirk und Spock. Er erniedrigt sie, indem er sie zu absonderlichen Spielchen zwingt und Spock sogar zum Lachen und zum Weinen bringt. Alexander erzählt, dass die Kräfte der Platonier sich erst auf diesem Planeten entwickelt haben. Durch den Vergleich der Blutwerte von Alexander und Parmen im Tricorder findet McCoy heraus, dass die Kräfte der Platonier durch die Konzentration von Kironiden im Blut verursacht werden, was von den Hypophysehormonen abgebaut wird. McCoy injiziert die Kironiden dem Landetrupp und Alexander. Kirk, Spock, Uhura und Chapel werden zu einer Aufführung zur Belustigung der Platonier gezwungen. Währenddessen entwickeln sich bei Kirk, Spock und Alexander ebenfalls die psychokinetischen Kräfte. Sie setzen sich zur Wehr und können mit McCoy auf die Enterprise beamen. |           |                              |                                                    |                      |                                       |                                              |                                                                             |                     |
| 66 | 11        | Was summt denn da?           | Wink of an Eye                                     | 29. Nov. 1968        | 3. Nov. 1973                          | Jud Taylor                                   | Arthur Heinemann, Idee: Lee Cronin                                          | 68                  |
| Die Enterprise erhält einen Notruf vom Planeten Scalos. Ein Landetrupp wird auf den Planeten gebeamt und findet niemanden vor, es ist jedoch ein Summen wie von Insekten zu hören. Compton verschwindet plötzlich. Die anderen kehren auf die Enterprise zurück. Dort verliert die Besatzung die Kontrolle über das Schiff und das Summen ist zu hören. Besatzungsmitglieder melden nicht sichtbare Eindringlinge. An der Sauerstoffversorgung ist ein fremdes Gerät angeschlossen. Captain Kirk verschwindet ebenfalls, nachdem er von einem manipulierten Kaffee getrunken hat. Für ihn werden alle anderen Besatzungsmitglieder immer langsamer. Er sieht eine Frau namens Deela, die ihm erklärt, dass er jetzt an das beschleunigte Zeitniveau der Scalosianer angeglichen ist und sie ihn auserwählt hat, um einen Nachkommen zu zeugen. Kirk entdeckt, dass die Scalosianer die Besatzung der Enterprise einfrieren wollen. Deela verführt Kirk und will ihn mit auf den Planeten nehmen. Kirk zeichnet eine Nachricht auf, die er McCoy zukommen lässt. Spock kann die Nachricht mit der richtigen Geschwindigkeit abspielen. McCoy entwickelt ein Gegenmittel gegen das Wasser der Scalosianer. Spock trinkt von dem Wasser der Scalosianer und begibt sich dadurch auf deren beschleunigtes Zeitniveau. Gemeinsam mit Kirk gelingt es ihm, das Gerät in der Sauerstoffversorgung außer Funktion zu setzen. Deela und ihre Leute werden wieder zurück auf ihren Heimatplaneten gebeamt. Sie nimmt offenbar ein lebendes Andenken an Kirk mit. Während Kirk durch das Gegenmittel von McCoy wieder auf die normale Zeitebene zurückkehrt, verbleibt Spock vorerst in der beschleunigten Zeit, um alle Reparaturen schneller durchführen zu können. Die Enterprise kann wieder weiterfliegen. |           |                              |                                                    |                      |                                       |                                              |                                                                             |                     |
| 67 | 12        | Der Plan der Vianer          | The Empath                                         | 6. Dez. 1968         | 11. Apr. 1988                         | John Erman                                   | Joyce Muskat                                                                | 63                  |
| Die Enterprise erhält den Auftrag, eine Forschungsstation zu evakuieren, da der Planet, auf dem sie steht, von dessen Sonne Minaras in einer Supernovaexplosion zerstört zu werden droht. Zur Überraschung des Landetrupps ist die Station leer. Das Forscherteam wurde nach Videoaufzeichnungen auf rätselhafte Weise weggebeamt. Captain Kirk, Dr. McCoy und Mr. Spock werden ebenfalls weggebeamt und finden sich im Inneren des Planeten wieder. Dort treffen sie auf die Frau, die als Empathin alle Arten von Gefühlen, aber auch Verletzungen absorbieren kann. McCoy gibt der Frau den Namen Juwel. Zwei Vianer tauchen auf, die die vier Gefangenen als Experiment betrachten. Zuerst wird Kirk gefoltert und Juwel heilt ihn. McCoy opfert sich als nächste Versuchsperson und ist nach brutaler Folter dem Tode nahe. Während Kirk und Spock hinter einem Kraftfeld gefangen sind, überträgt Juwel die Verletzungen auf sich und zeigt somit den Vianern, dass ihr Wille zur Selbstopferung größer ist als ihr Selbsterhaltungstrieb. Die Vianer nennen den Grund ihrer Untersuchungen. Im Bereich der sterbenden Sonne leben mehrere Kulturen. Die Vianer können nur eine der Kulturen vor der Supernova retten und wollen herausfinden, welches Volk diese Rettung verdient. Juwel wird an Stelle ihres Volkes geprüft. Dazu muss sie jetzt für McCoys Rettung in den Tod gehen, um sich als würdig zu erweisen. Kirk hält den Vianern vor, mit ihren Experimenten exakt das Gegenteil von dem darzustellen, das sie von Juwel verlangen und bietet ihnen an, alle vier zu töten. Daraufhin heilen die Vianer McCoy und verschwinden mit Juwel, um deren Volk zu retten. |           |                              |                                                    |                      |                                       |                                              |                                                                             |                     |
| 68 | 13        | Brautschiff Enterprise       | Elaan of Troyius                                   | 20. Dez. 1968        | 20. Okt. 1973                         | John Meredyth Lucas                          | John Meredyth Lucas                                                         | 57                  |
| Die Enterprise wird in diplomatischer Mission mit der Aufgabe beauftragt, den Botschafter des Planeten Troyius und Dohlman Elaan, die Herrscherin des Planeten Elas, zu eskortieren. Dort soll Elaan den Herrscher des verfeindeten Planeten Troyius heiraten, um so den Frieden zu sichern. Die angehende Braut erweist sich jedoch als wenig umgängliche Person und soll erst noch von Botschafter Petri umfassend erzogen werden, bevor die Ehe geschlossen werden kann. Deshalb wird das Ziel nur mit Impulsgeschwindigkeit (0,037) angesteuert. Es erscheint ein Schlachtkreuzer der Klingonen, das die Enterprise verfolgt. Die Situation spitzt sich zu, als Elaan den Botschafter von Troyius mit einem Messer schwer verletzt. Kirk selbst will nun die Aufgabe der Erziehung übernehmen. Elaan bricht Captain Kirk gegenüber in Tränen aus. Er berührt ihre Tränen und verfällt ihr deshalb wegen einer biochemischen Reaktion. Kryton, ein Mitglied von Elaans Gefolge, sabotiert den Sol-Antrieb der Enterprise und nimmt Funkkontakt mit den Klingonen auf. Als er gestoppt wird, tötet er sich selbst. Elaan schlägt vor, bei Kirk zu bleiben und den Planeten Troyius zu zerstören. Dr. McCoy klärt Kirk wegen der Tränen auf, als die Klingonen zunächst einen Scheinangriff fliegen und dann angreifen. Spock stellt fest, dass die Halskette Elaans aus Dilithium-Kristallen besteht. Das erklärt das Interesse der Klingonen an dem Planetensystem. Scotty kann mit den Kristallen den Sol-Antrieb wieder reparieren und die Enterprise kann das Klingonenschiff manövrierunfähig schießen. Kirk lässt den Kurs nach Troyius fortsetzen. Noch bevor Dr. McCoy ein Gegenmittel gegen Elaans Tränen finden kann, löst sich Kirk selbst aus der Abhängigkeit von Elaan, da seine erste Liebe der Enterprise gilt. Elaan muss sich nach Troyius begeben und die arrangierte Ehe eingehen. |           |                              |                                                    |                      |                                       |                                              |                                                                             |                     |
| 69 | 14        | Wen die Götter zerstören     | Whom Gods Destroy                                  | 3. Jan. 1969         | 9. Mai 1988                           | Herb Wallerstein                             | Lee Erwin, Idee: Lee Erwin, Jerry Sohl                                      | 71                  |
| Die Enterprise bringt ein neues Medikament zu einer Heilanstalt für geisteskranke Kriminelle auf dem Planeten Elba II. Die Föderation hofft, mit dieser Medizin alle Geisteskrankheiten für immer heilen zu können. Kaum dort angekommen, geraten Mr. Spock und Captain Kirk in eine Falle, die ihnen der neu eingelieferte Patient, der ehemalige Sternenflottenkommandant Garth von Izar, gestellt hat. Dieser hat nicht nur die Anstalt in seine Gewalt gebracht, sondern sich auf Antos IV auch eine Technik angeeignet, die es ihm ermöglicht, jede beliebige Form anzunehmen. Er verlangt Lord Garth genannt zu werden und will Herrscher der Galaxis werden. Sein Plan die Enterprise zu übernehmen scheitert jedoch mehrfach, da er zwar die Gestalt von Kirk annehmen kann, aber Scott die Antwort auf einen Code in Form von Schachzügen nicht geben kann. Die korrekte Antwort von Kirk zu erhalten, gelingt trotz verschiedener Versuche nicht. Unter anderem foltert er den eigentlichen Direktor der Anstalt und tötet seine Gefährtin, die Orionerin Marta. Garth krönt sich selbst zum Imperator. Er verwandelt sich wieder in Kirk. Spock erkennt jedoch den richtigen Kirk und betäubt Garth. Mit einem Sicherheitsteam der Enterprise kann der eigentliche Direktor Corey wieder die Kontrolle über die Heilanstalt übernehmen. |           |                              |                                                    |                      |                                       |                                              |                                                                             |                     |
| 70 | 15        | Bele jagt Lokai              | Let That Be Your Last Battlefield                  | 10. Jan. 1969        | 2. Mai 1988                           | Jud Taylor                                   | Oliver Crawford, Idee: Lee Cronin                                           | 70                  |
| Die Enterprise ist auf dem Weg, den Planeten Ariannus zu entseuchen. Unterwegs begegnet ihr eine von Raumbasis 4 als gestohlen gemeldete Raumfähre der Föderation. Die Fähre wird an Bord geholt. Aus ihr steigt auf dem Hangardeck ein Humanoid, dessen linke Körperseite schwarz und die rechte weiß ist. Der geschwächte Fremde namens Lokai vom Planeten Cheron wird auf die Krankenstation gebracht und soll sich als Dieb vor dem Raumflottenkommando verantworten. Lokai sagt aus, aus einer Notlage heraus gehandelt zu haben. Es kommt zur Begegnung mit einem weiteren Raumschiff, dessen einziger Passagier sich vor dessen Zerstörung auf die Brücke der Enterprise beamt. Es ist Kommissar Bele vom Planeten Cheron. Er ist genau umgekehrt gefärbt wie Lokai und befindet sich auf der Jagd nach ihm, da dieser ein entflohener Verräter sei. Bele bringt die Enterprise auf den Kurs nach Cheron, um Lokai dorthin zu bringen. Kirk, Spock und Scott starten die Selbstzerstörungs-Sequenz. Bele gibt sich sieben Sekunden vor der Zerstörung geschlagen und Kirk bricht die Sequenz ab. Die Enterprise wird wieder auf Kurs nach Ariannus gebracht. Nach erfolgreichem Abschluss der Dekontamination von Ariannus lässt Kirk direkten Kurs auf die Raumbasis 4 setzen. Bele sabotiert die Selbstzerstörung und bringt die Enterprise erneut auf Kurs nach Cheron. Spock stellt dort fest, dass die gesamte Bevölkerung ausgelöscht wurde. Bele gibt dennoch nicht auf. Er jagt Lokai durch das Schiff auf den verlassenen Planeten, wo ihnen nun nichts mehr außer ihrem Hass verbleibt. |           |                              |                                                    |                      |                                       |                                              |                                                                             |                     |
| 71 | 16        | Fast unsterblich             | The Mark of Gideon                                 | 17. Jan. 1969        | 16. Mai 1988                          | Jud Taylor                                   | George F. Slavin, Stanley Adams                                             | 72                  |
| Captain Kirk soll von der Enterprise in diplomatischer Mission auf den Planeten Gideon gebeamt werden, der bisher noch nicht Mitglied der Föderation ist. Kirk soll allein mit dem Botschafter Hodin verhandeln. Kirk wird zu den vereinbarten Koordinaten gebeamt und findet sich scheinbar auf der Enterprise wieder. Diese ist jedoch menschenleer. Der Botschafter leugnet gegenüber Spock, dass Kirk auf Gideon angekommen ist. Dieser kann nichts unternehmen, da Gideon keine Ermittler zulässt und gegen Sensoren abgeschirmt ist. Kirk trifft auf eine junge blonde Frau namens Odona an Bord, die sagt, dass sie von einem extrem überbevölkerten Planeten kommt und sich nichts sehnlicher wünscht als die Einsamkeit. Die Gideoner lassen sich auf einen Transporter-Test ein. Ratsmitglied Krodak wird ohne Probleme aufs Schiff und wieder zurück gebeamt, ohne dass dabei Probleme auftreten. Odona wird von Kirk mit der Veganischen Choriomeningitis infiziert. Dies war von vornherein ihre Absicht. Sie bittet ihn, bei ihr zu bleiben, um noch andere mit der tödlichen Krankheit zu infizieren. Spock erkennt, dass die Beamkoordinaten für Kirk und die für den Test einen Zahlendreher haben. Er beamt sich auf eigene Verantwortung auf die Koordinaten wie Kirk zuvor. Beide erfahren, dass die Bevölkerung Gideons quasi unsterblich ist und sich deshalb ins Unermessliche vermehrt hat. Ziel der Gideons ist es, den Tod wieder in ihre überbevölkerte und keimfreie Gesellschaft zu bringen. Entgegen Odonas Wunsch wird sie mit Kirk auf die echte Enterprise gebeamt und dort geheilt. Sie ist nun genau wie Kirk nicht mehr krank, aber weiterhin ansteckend. Sie beamt nach Gideon zurück, um die Seuche zu verbreiten. |           |                              |                                                    |                      |                                       |                                              |                                                                             |                     |
| 72 | 17        | Gefährliche Planetengirls    | That Which Survives                                | 24. Jan. 1969        | 19. Aug. 1972                         | Herb Wallerstein                             | John Meredyth Lucas, Idee: Michael Richards, Dorothy Fontana                | 69                  |
| Die Enterprise entdeckt einen wenige tausend Jahre alten Planeten, der in seiner geologischen Entwicklung ungewöhnlich weit vorangeschritten ist. Captain Kirk wird mit einem Landetrupp auf die Planetenoberfläche gebeamt. Dabei erscheint plötzlich eine Frau im Transporterraum und tötet den Transporteroffizier Wyatt. Die Enterprise befindet sich plötzlich 990,7 Lichtjahre entfernt von dem Planeten. Die gleiche Frau tötet den Geologen D’Amato auf der Planetenoberfläche und auf der Enterprise den Ingenieur Watkins. Kirk, McCoy und Sulu entdecken, dass die Frau immer nur auf eine einzige Zielperson programmiert ist und den jeweils anderen nichts anhaben kann. Die Geschwindigkeit der Enterprise steigt währenddessen immer weiter an. Um ihre Zerstörung zu verhindern, muss Scotty in einen Wartungstunnel kriechen und dort den magnetischen Fluss mit einer elektromagnetischen Sonde unterbrechen. Dies gelingt ihm nach Problemen mit der Polung der Sonde. Auf dem Planeten entdeckt der Landetrupp eine Computerzentrale. Diese stellt sich als das ehemalige Hauptquartier der durch eine Seuche vernichteten Einwohner des Planeten heraus. Bei der Frau handelt es sich um Nachbildungen einer Frau namens Losira, die den Schutz des verlassenen Planeten garantieren sollen und dabei etwas übereifrig vorgehen. Spock und ein Sicherheitsmitarbeiter sind rechtzeitig vor Ort, um den Computer mit einem Phaser zu deaktivieren und den Landetrupp vor den Nachbildungen Losiras zu retten. |           |                              |                                                    |                      |                                       |                                              |                                                                             |                     |
| 73 | 18        | Strahlen greifen an          | The Lights of Zetar                                | 31. Jan. 1969        | 5. Aug. 1972                          | Herb Kenwith                                 | Jeremy Tarcher, Shari Lewis                                                 | 73                  |
| Die Enterprise bringt Lieutenant Mira Romaine als Bibliothekarin nach Memory Alpha, der zentralen Datenbank allen Wissens der Föderation. Unterwegs stößt die Enterprise auf einen vermeintlichen Energiesturm, der die Instrumente durcheinander bringt. Durch die Schutzschilde bleiben die Auswirkungen des Sturmes jedoch beschränkt auf einige vorübergehende Lähmungen der Besatzungsmitglieder. Nur Romaine wird bewusstlos. Sie gibt wimmernde Töne von sich und wird in die Krankenstation gebracht. Der Energiesturm erreicht Memory Alpha, löscht die Datenbanken und tötet dort alle Lebewesen mit Ausnahme einer Frau. Der Landetrupp findet diese wimmernd vor. Ihre Haut verfärbt sich in allen möglichen Farben, bevor sie stirbt. Romaine wird heruntergebeamt und erkennt, dass sie vorab Visionen von den Ereignissen auf Memory Alpha hatte. Sie hat eine Verbindung zu dem Sturm. Zurück auf der Enterprise wird diese von dem Sturm verfolgt. Spock entdeckt, dass der scheinbare Sturm aus Lebensformen besteht. Diese dringen in die Enterprise ein und ergreifen von Romaine Besitz. Die Wesen vom Planeten Zetar sprechen durch sie. Als Gegenmaßnahme versucht McCoy es mit Umweltbedingungen, die sich vom Weltall möglichst unterscheiden. Da dort Vakuum herrscht, soll die Patientin in eine Druckkammer gebracht werden, um sie hohem Luftdruck auszusetzen. Die Behandlung wird eingeleitet und vertreibt die Zetarianer erfolgreich aus Romaine. Die Enterprise kehrt nach Memory Alpha zurück, wo Romaine sich am Wiederaufbau der Datenbanken beteiligen wird. |           |                              |                                                    |                      |                                       |                                              |                                                                             |                     |
| 74 | 19        | Planet der Unsterblichen     | Requiem for Methuselah                             | 14. Feb. 1969        | 9. März 1974                          | Murray Golden                                | Jerome Bixby                                                                | 76                  |
| Das rigelianische Fieber hat die Enterprise befallen und bereits einigen Besatzungsmitgliedern den Tod gebracht. Es wird zur Heilung Ryetalyn benötigt, das auf dem Planeten Holberg 917G im Omega-System entdeckt wird. Der Landetrupp trifft auf den schwebenden Roboter M-4 und einen Mann mit dem Namen Flint. In Flints Schloss sind Kirk, Spock und McCoy von der umfangreichen Sammlung von unschätzbar wertvollen originaler Kunstschätzen beeindruckt, darunter unbekannte Werke von Leonardo da Vinci und Johannes Brahms sowie eine originale Gutenberg-Bibel. Nach anfänglichen Schwierigkeiten willigt Flint ein, sie bei der Gewinnung des Ryetalyns zu unterstützen. Es stellt sich heraus, dass Flint als Akharin 3854 v. Chr. in Mesopotamien geboren wurde und selbst da Vinci, Brahms und viele andere Persönlichkeiten der Weltgeschichte war. Er stellt dem Landetrupp Rayna Kapac vor. Kirk verliebt sich in sie, und Flint wird deshalb eifersüchtig. Er demonstriert seine Macht, indem er die Enterprise aus dem Orbit im Modellformat in sein Schloss beamt. Rayna ist ein hochentwickelter von Flint erschaffener Android, der menschliche Züge und Emotionen entwickelt. Sie ist von der Liebe zu Kirk und Flint so hin- und hergerissen, dass sie an dem Widerspruch der unbekannten Gefühle in ihr stirbt. Zurück an Bord der Enterprise hilft Spock dem unter Raynas Tod leidenden Kirk mit einer Gedankenverschmelzung, das Geschehene zu vergessen. Die Besatzung der Enterprise kann mit dem Ryetalyn geheilt werden. Flint altert und will seine verbleibende Zeit in den Dienst der Menschheit stellen. |           |                              |                                                    |                      |                                       |                                              |                                                                             |                     |
| 75 | 20        | Die Reise nach Eden          | The Way to Eden                                    | 21. Feb. 1969        | 30. Mai 1988                          | David Alexander                              | Arthur Heinemann, Idee: Michael Richards, Dorothy Fontana, Arthur Heinemann | 75                  |
| Die Enterprise verfolgt das gestohlene Föderations-Raumschiff Aurora mit seiner sechsköpfigen Besatzung bis an die Grenze des Romulanischen Imperiums. Kurz vor der Explosion des überlasteten Antriebs der Aurora kann Scotty die Besatzung an Bord der Enterprise beamen. Es handelt sich um eine Gruppe aus zwei Frauen und vier Männern auf der Suche nach dem Planeten Eden. Zu ihnen gehören der Sohn des catullanischen Botschafters und Irina Galliulin, die Ex-Freundin von Chekov. Die von Dr. Sevrin angeführten Hippies lehnen Technologie und jede Form von Autorität und Hass ab. Sie bringen die Enterprise unter ihre Kontrolle und steuern den im romulanischen Raum liegenden Planeten Eden an. Nachdem sie mit dem Shuttle der Enterprise gelandet sind, stellen sie fest, dass der Planet unbewohnbar ist. Pflanzen und Früchte enthalten Säuren und Gifte. Eines der Mitglieder der Gruppe stirbt, nachdem es in eine giftige Frucht gebissen hat. Dr. Sevrin beißt mit Absicht in eine solche Frucht, um Eden nicht mehr verlassen zu müssen. Die Enterprise nimmt die Überlebenden an Bord und bringt sie wieder in das Gebiet der Föderation. |           |                              |                                                    |                      |                                       |                                              |                                                                             |                     |
| 76 | 21        | Die Wolkenstadt              | The Cloud Minders                                  | 28. Feb. 1969        | 23. Mai 1988                          | Jud Taylor                                   | Margaret Armen, Idee: David Gerrold, Oliver Crawford                        | 74                  |
| Eine Pflanzenseuche bedroht den Planeten Merak II. Die Enterprise wird zum Planeten Ardana geschickt, um von dort Zenit zu beschaffen, das das Pflanzensterben aufhalten kann. Captain Kirk und Mr. Spock wollen die Lieferung auf der Planetenoberfläche übernehmen. Stattdessen werden sie von rebellischen Minenarbeiter, den Troglyten, angegriffen. Ein Eingreifen des Hohen Rats des Planeten Plasus mit seinen Sicherheitskräften beendet die Attacke. Kirk und Spock werden in die fliegende Wolkenstadt Stratos gebracht, um dort die Angelegenheit mit der herrschenden Klasse zu besprechen. Spock unterhält sich mit Droxine, der Tochter von Plasus. Kirk wird in seinem Zimmer von einer Dienerin angegriffen. Es handelt sich um Vanna, die Anführerin der Troglyten. Plasus behauptet, dass die Troglyten weniger intelligent sind als die Bewohner der Wolkenstadt. Dr. McCoy findet heraus, dass Rohzenit beim Abbau ein schädliches Gas freisetzt und die Troglyten dadurch geschädigt werden. Atemfilter könnten diesen Effekt verhindern. Kirk sucht die gefangene Vanna auf und bietet ihr diese Filter an. Sie geht zum Schein darauf ein und entführt Kirk in die Zenit-Stollen. Plasus wird auf Befehl von Kirk von der Enterprise in den zuvor von Kirk blockierten Stollen gebeamt. Die beiden Männer werden durch das Zenitgas aggressiv und kämpfen miteinander. Als Vanna die Wirkung des Gases erkennt, kontaktiert sie die Enterprise. Alle werden dorthin gebeamt. Dort wird eine Übereinkunft erzielt, mit Hilfe der Filter die Aufteilung in zwei Kasten von Planeten- und Bewohnern der Himmelsstadt aufzuheben. Die Enterprise erhält das Zenit und kann es nach Merak II bringen. |           |                              |                                                    |                      |                                       |                                              |                                                                             |                     |
| 77 | 22        | Seit es Menschen gibt        | The Savage Curtain                                 | 7. März 1969         | 25. Nov. 1972                         | Herschel Daugherty                           | Arthur Heinemann, Gene Roddenberry; Idee: Gene Roddenberry                  | 77                  |
| Die Enterprise umkreist den Planeten Excalbia, dessen Oberfläche überwiegend aus flüssiger Lava besteht. Plötzlich erscheint vor ihr Abraham Lincoln in einem Sessel frei schwebend im Weltall. Er lädt Captain Kirk und Mr. Spock auf Excalbia ein. Plötzlich erscheint ein für Menschen geeignetes Gebiet auf dessen Oberfläche. Beide beamen mit Lincoln auf den Planeten und treffen dort auf Surak, der die Philosophie der Gefühlsbeherrschung auf dem Planeten Vulkan eingeführt hat. Yarnek, einer der Bewohner von Excalbia, zeigt sich und erklärt, dass alles arrangiert wurde, um ein Experiment zur Erforschung der Prinzipien von Gut und Böse durchzuführen. Zu den bekannten vier „Guten“ stellt Yarnek vier Vertreter der Seite der „Bösen“ vor. Es sind Dschingis Khan, der legendäre Klingone Kahless, der Kriegsverbrecher Colonel Green und Zora, die Menschenversuche durchführte. Beide Seiten müssen auf Leben und Tod miteinander kämpfen. Kirk und Spock müssen mit den Guten siegen. Wenn sie nicht gewinnen, wird auch die von den Excalbianern sabotierte Enterprise nach vier Stunden explodieren. Surak will verhandeln, wird von den Bösen jedoch gefoltert, um die anderen Guten aus der Deckung zu locken. Lincoln will ihn befreien, doch Surak ist bereits tot. Lincoln wird ebenfalls getötet. Kirk und Spock gelingt es, die Bösen zu vertreiben. Yarnek erklärt die Seite der „Guten“ zu den Siegern, ist aber mit dem Ergebnis nicht zufrieden, da er keinen Unterschied in den Methoden der beiden Seiten erkennen konnte. Er möchte, bevor er wieder erkaltet, wieder in die Lava zurückkehren und lässt das Außenteam zurück auf die wieder intakte Enterprise. |           |                              |                                                    |                      |                                       |                                              |                                                                             |                     |
| 78 | 23        | Portal in die Vergangenheit  | All Our Yesterdays                                 | 14. März 1969        | 6. Juni 1988                          | Marvin J. Chomsky                            | Jean Lisette Aroeste                                                        | 78                  |
| Die Sonne des Planeten Sarpeidon steht unmittelbar davor, sich in eine Supernova zu verwandeln. Die Enterprise soll den Planeten evakuieren. Captain Kirk, Dr. McCoy und Mr. Spock treffen jedoch nur noch auf den wunderlichen alten Bibliothekar Atoz, der ihnen sein Archiv zeigt, in dem man wie durch eine Kamera in jeden beliebigen Zeitpunkt der Vergangenheit des Planeten blicken kann. Kirk betrachtet eine Straßenszene im Mittelalter, hört einen Hilfeschrei und landet im 17. Jahrhundert. Spock und McCoy wollen ihm folgen. Da McCoy zuvor die Eiszeit betrachtet hat, landen die beiden dort. Kirk kann mit den beiden reden, was nach seiner Verhaftung dazu führt, dass er als Hexer angeklagt werden soll. Er kann jedoch mit Hilfe seines Anklägers, der ebenfalls aus der Zukunft kommt, zu dem Portal zurückfinden und zurückkehren, da vor seinem Zeitsprung von der Zeitmaschine (Atavachron) seine Zellstruktur nicht verändert wurde. Spock und McCoy treffen in der Eiszeit auf eine Frau namens Zarabeth. In deren Höhle versorgt Spock McCoy. Er verliebt sich in Zarabeth, die zur Strafe von dem Tyrannen Zor Khan in diese Zeit geschickt wurde. Sie kehren zu dem Portal zurück und können Kirk hören und kehren in ihre Zeit zurück. Spock muss Zarabeth zurücklassen, da diese sonst sterben würde. Atoz flüchtet als letzter der Bewohner Sarpeidons durch das Portal in die Vergangenheit. Scott kann Kirk, Spock und McCoy rechtzeitig an Bord beamen. Die Enterprise flieht mit Warp vor der Supernova. |           |                              |                                                    |                      |                                       |                                              |                                                                             |                     |
| 79 | 24        | Gefährlicher Tausch          | Turnabout Intruder                                 | 3. Juni 1969         | 13. Juni 1988                         | Herb Wallerstein                             | Arthur Singer, Idee: Gene Roddenberry                                       | 79                  |
| Die Enterprise hat von einer Gruppe von Wissenschaftlern auf Camus II, die dort nach einer untergegangen Zivilisation forschten, einen Notruf erhalten. Captain Kirk, Mr. Spock und Dr. McCoy treffen dort auf Dr. Janice Lester, eine ehemalige Geliebte Captain Kirks aus der Akademiezeit, und auf Dr. Arthur Coleman. Lester gelingt es, Kirk in eine der antiken Maschinen zu locken und dort mit ihm den Körper zu tauschen. Sie will ihren Körper mit Kirk darin töten, wird dabei jedoch gestört. Auf der Enterprise stiftet sie Chaos und Verwirrung und missbraucht Kirks Position. Die Behandlung des gelähmten Kirks überträgt sie Dr. Coleman, der über ihre Aktivitäten informiert ist. McCoy und Spock werden misstrauisch, McCoy kann bei einer Untersuchung jedoch keine Hinweise finden, dass Lester nicht Kirk ist. Kirk im Körper von Lester kann Spock überzeugen, dass er Kirk ist. Spock versucht, das Kommando zu übernehmen. Lester antwortet mit einem Kriegsgerichtsverfahren wegen Meuterei. McCoy und Scott wollen wegen ihres seltsamen Verhaltens Lester das Kommando entziehen und werden von ihr ebenfalls der Meuterei beschuldigt. Sie ordnet die sofortige Hinrichtung von Spock, McCoy und Scotty an. Chekov und Sulu wollen wegen dieser klaren Verletzung der Regeln der Sternenflotte gegen Lester vorgehen. Vorübergehend tauschen Lesters und Kirks Geist wieder ihre Körper. Coleman sagt Lester, dass der einzige Weg, Kirks Körper dauerhaft zu besetzen ist, ihn zu töten. Es kommt zu einem Kampf zwischen Coleman und Kirk, den Kirk gewinnt. Lesters und Kirks Geist wechseln dauerhaft in ihre eigenen Körper zurück. Lester verfällt dem Wahnsinn. Coleman, der Lester aus Liebe gehorcht hat, will ihre Betreuung übernehmen. |           |                              |                                                    |                      |                                       |                                              |                                                                             |                     |